# 心身症
心身症（しんしんしょう、英: psychosomatic disease）は、その身体疾患の症状発現や症状の消長に心の問題の関与が大きい身体疾患の総称。何らかの身体的な疾患が、精神の持続的な緊張やストレスによって発生したり、症状の程度が増減する。身体的な検査で実際に異常を認めることも多い身体疾患であるが、症状の発生や、症状の増悪に心因が影響している疾患をさす。身体面の治療と並行して、心理面の治療やケア（「ストレス管理」・「認知行動療法」などを参照）も必要である。具体的な治療法については、「心身症#治療」を参照。

## 定義
1991年の日本心身医学会による定義によれば、「身体疾患の中で、その発症や経過に心理社会的な因子が密接に関与し、器質的ないし機能的障害が認められる病態をいう。ただし、神経症やうつ病など他の精神障害にともなう身体症状は除外する」である。
しばしば身体表現性障害と混同されることがあるが、上記定義に照らし合わせれば心身症は身体疾患の診断が確定していることが必要条件であり、異なる概念である。
世界保健機関の『疾病及び関連保健問題の国際統計分類(ICD)やアメリカ精神医学会の『精神障害の診断と統計マニュアル』(DSM)では心身症の病名は存在しない。
心身症に相当する記載としては、第10版のICD-10では、「F5 生理的障害および身体的要因に関連した行動症候群」の中に、摂食障害(F50)、性機能不全(F52)、他に分類される障害あるいは疾患に関連した心理的および行動的要因(F54)などがある。第4版のDSM-IV-TRでは、「身体疾患に影響を与えている心理的要因」の項目として位置づけられている。（但し摂食障害などは精神疾患の範疇に属するものであり、身体疾患である心身症の定義とは厳密には合致しない）

## 誘因
心身症になりやすい人の性格傾向として、アレキシサイミアと呼ばれるタイプが指摘されている。これは自己の感情を意識的に認知することの苦手さや、空想力、創造力の欠如を特徴とする性格傾向である。アレキシサイミアの人は、不満や不安などの感情を意識で認識する代わりに、身体で表現してしまうのではないかというメカニズムが考えられている。
また、例えば「攻撃的な性格の人は循環器系の疾患になりやすい」など、その人のパーソナリティと症状が表れる身体部位が関連するという説が一部にはあるが、明確に証明されているわけではない。

## 主な心身症
下記の様な疾患は、心身症としての要素を持っていることがある（注意：これらの疾患に罹患している患者全てが心身症であるわけではない。）
- 過敏性腸症候群
- 過敏性膀胱
- 胃潰瘍
- 神経性胃炎
- 神経性嘔吐症
- 狭心症
- 月経不順
- 高血圧
- 不整脈
- 緊張性頭痛
- 偏頭痛
- 慢性疼痛
- 関節リウマチ
- 気管支喘息
- アトピー性皮膚炎
- じん麻疹
- 円形脱毛症

心身症としての病名を記載する際は、例えば胃潰瘍（心身症）、高血圧（心身症）などのように、病名の後ろに（心身症）を加えて表記する。

## 治療
身体面の治療と心理面の治療を並行して行う。患者の身体症状とそれに関連する心理社会的要因について、常に心身相関のメカニズムを念頭に置き、支援を行っていくことが肝要となる。

### 身体面の治療
身体面の治療においても、各疾患ごとに有効な治療法があるため、それを丁寧に行い本人をサポートする。心身症は身体疾患であるため、心理面の治療だけでなく、身体症状そのものに対する医学的治療も必要である。

### 心理面の治療
心理面の治療において、薬物療法と心理療法（心理教育、自律訓練法などのリラクゼーション法、認知行動療法など）を併用したうえで、そこに環境調整（家族療法など）を組み合わせることが有効である。
症状に対する不安感や回避行動が、心身症の誘発や悪化の一因となってしまうことも多い。そのため、認知行動療法を用いて、不安感を引き起こす自動思考の妥当性を現実と照らし合わせて検証したり（認知再構成法・行動実験）、不安による回避行動を自制してみて「時間経過とともに不安感が和らいでいく」「回避せずとも症状は起こらない」ということを体験したりする（曝露療法）。これらを通して、症状に対する不安感や回避行動の低減をサポートし、回復へとつなげていく。
また、不安やストレス等に対する対処方法を身につけられるよう、リラクゼーション法やストレスマネジメントの技法の習得を支援することも効果的である。
さらに、本人を取り巻く心理社会的状況が症状に影響を及ぼすことが明らかにされており、家族療法などを通して、周囲の理解を深め本人に効果的なサポートをしていくことのできる環境を整備すること（環境調整）も大切である。